# Heuman (släkt)
Heuman skrev ursprungligen sitt namn som Heijman. Den förste till namnet kände var Carl Heijman, död omkring 1540 och landsbokhållare i Viborg. Dennes sonsonson Carl Gustaf Heuman var apotekare i Halmstad och var den förste som skrev sitt namn som Heuman. Han blev stamfar för släkten med detta namn.
Namnet Heijman fortlever i Sverige och hade 31 december 2019 8 bärare. Det är dock oklart om dessa tillhör den här diskuterade släkten. 

## Släkttavla (i urval)
- Carl Gustaf Heuman (1767—1844), apotekare, assessor
  - Carl August Heüman (1814–1883), kontraktsprost
    - Elis Heüman (1859–1908), präst
    - Agnes Rexius, född Heuman (1861–1935),[3] gift med Natanael Rexius (1852–1929), domprost 
      - Gunnar Rexius (1886–1918), statsvetare
      - Gerhard Rexius (1898–1968), präst
        - Erland Rexius (1926–2009), präst

    - Gustaf Daniel Heüman (1868–1934), läkare
      - Maths Heuman (1899–1993), hovrättspresident, riksåklagare
        - Jan Heuman (född 1929), jurist, justitieråd, gift med Åsa Kastman Heuman (född 1946), jurist och ämbetsman
        - Sigurd Heuman (född 1943), jurist och domare

      - Gösta Heuman (1900–1978), militär

    - Carl Heuman (1870–1948), civilingenjör, professor

  - Anders Heuman (1816—1867) , rådman
    - Ernst Heuman (1858–1926), missionär, biskop